# Base aérienne 57
La base aérienne 57 (code OACI : LRCK) est un aérodrome roumain situé au nord de la ville de Constanza.

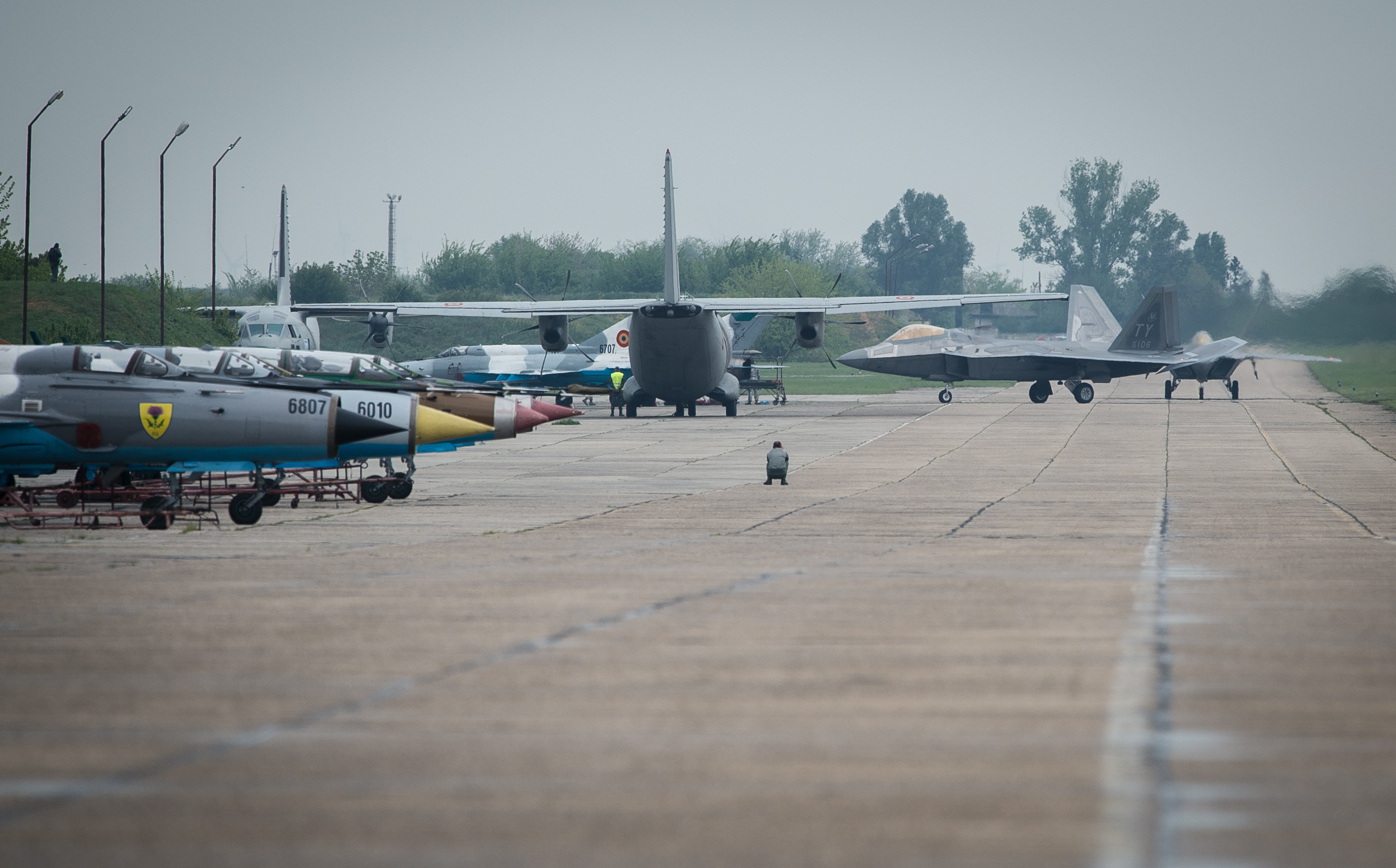
F 22 raptor sur la base.

Il partage son histoire avec l'aéroport international Mihail-Kogălniceanu. Après avoir été équipée de chasseurs russes Mikoyan MiG-29, elle sert aujourd'hui au 86e  escadron d'hélicoptères IAR 330.
Depuis 2023, avec la réactivation du 5e corps d'armée des États-Unis, une rotation d'unités, dans le cadre de l'opération Atlantic Resolve, prévoit la présence de deux brigades sur place.